# Грб Загреба
Грб града Загреба је званични грб главног града Републике Хрватске. Грб потиче из 18. века и темељи се на грбу Градеца који потиче из 13. века. 

## Статут
Према Статуту Града Загреба грб има следећи опис:
 у плавоме пољу на зеленоме брегу налази се сребрни/бели град са трима кулама и отвореним златним/жутим вратима; горе десно златна/жута шестерокрака звезда, горе лијево сребрни/бели полумесец.

## Историја грба
До краја 19. века усталила се углавном црвена боја позадине. 1896. године, након уједињења у јединствени град 1850. године, усвојена је плава боја штита.

### Симболика
Зелени брег представља брдо Градец, а утврда са 3 куле представља насеље Градец —- једно од најстаријих делова данашњег Загреба. Отворена врата (на зидинама утврђеног града) симболизују гостољубивост његових становника, као и спремност грађана да пруже своју заштиту сваком госту и уточиште путнику-намернику. Звезда и полумесец су симболи старих словенских предхришћанских божанстава лепоте и љубави —- божице Ладе, која је у народу приказивана као звезда и бога Леља, који је у народу приказиван у лику младог месеца.